# Địa du
Địa du (Sanguisorba officinalis) là loài thực vật có hoa trong họ Hoa hồng. Loài này được L. miêu tả khoa học đầu tiên năm 1753.
Địa du là một vị thuốc dùng trong Đông y lần Tây Y. Địa du vị đắng, tính hơi hàn, không độc, có khả năng làm mát huyết, cầm máu. Dùng khi phụ nữ tắc sữa, khí hư, thấy kinh đau bụng, kinh nguyệt ra nhiều và các chứng huyết của phụ nữ sau khi sinh nở, còn dùng chữa nôn ra máu, chảy máu cam, đại tiện ra máu, tiêu chảy. Tây Y dùng trong cầm máu, lợi tiêu, rửa vết loét.
Polysacarit chiết xuất từ Địa du có khả năng chống oxy hóa , ethanol chống viêm và chất chiết từ rễ chống rụng tóc. Một số hoạt chất như Sanguiin H-6  và Ziyuglycoside II cũng được chiết xuất từ Địa du.
Mật hoa Địa du cũng là nguồn thức ăn quan trọng cho hai loài bướm châu Âu là Maculinea nausithous và M. teleius.

## Hình ảnh

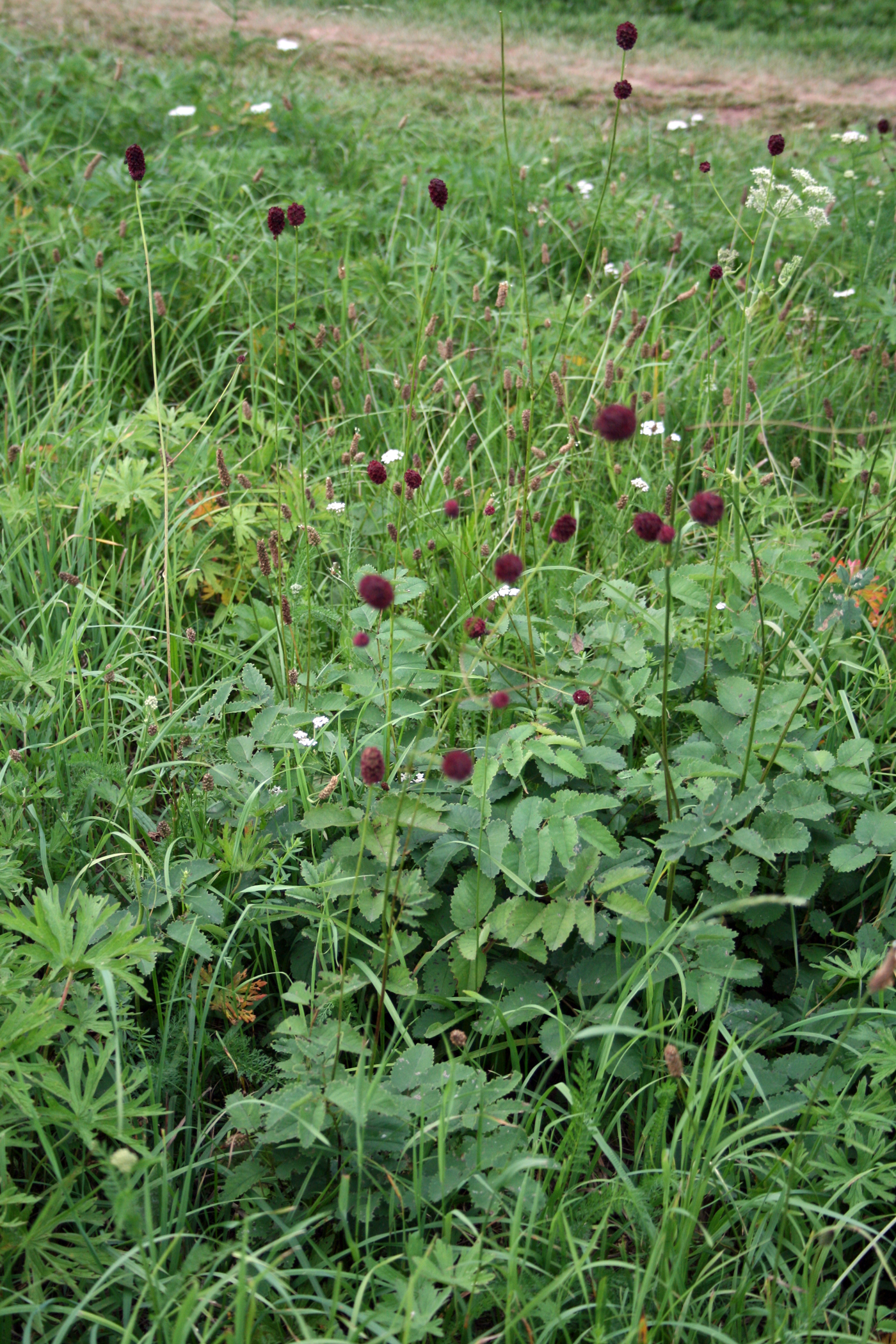
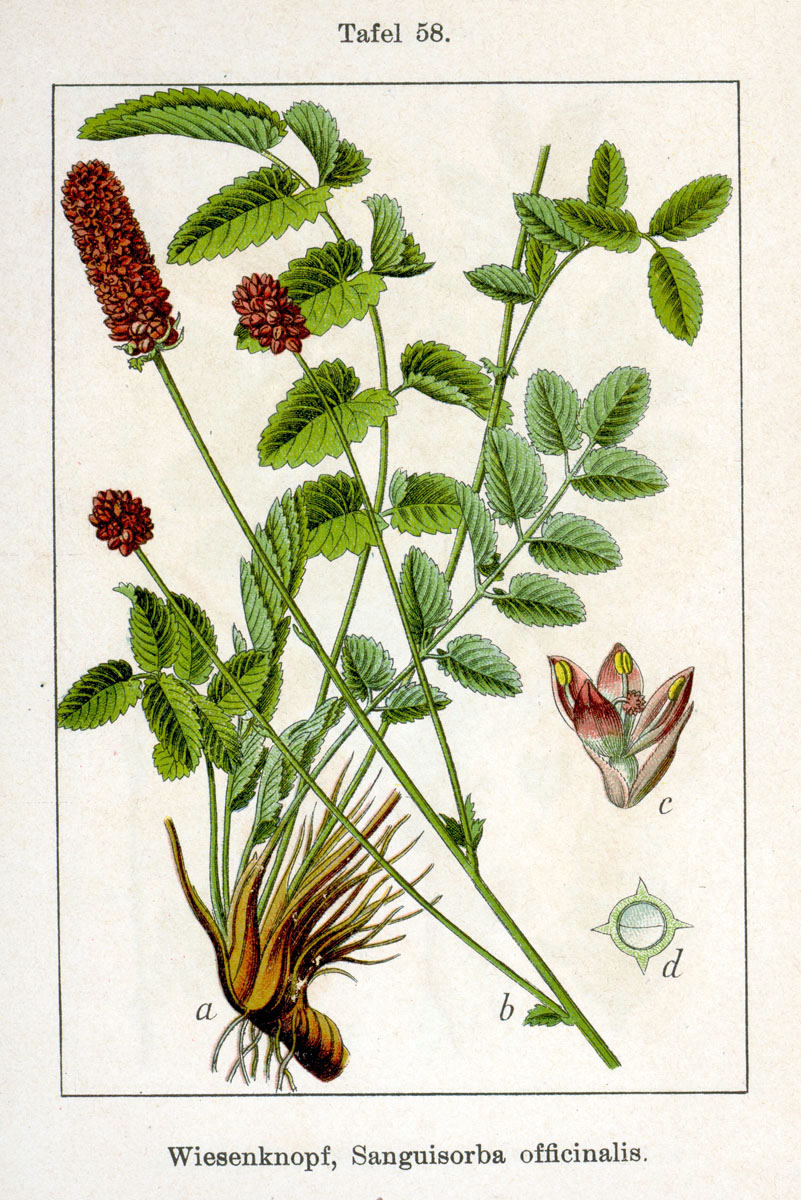
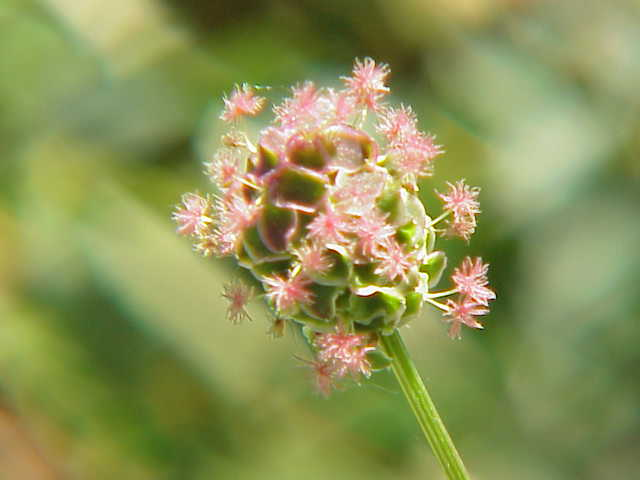
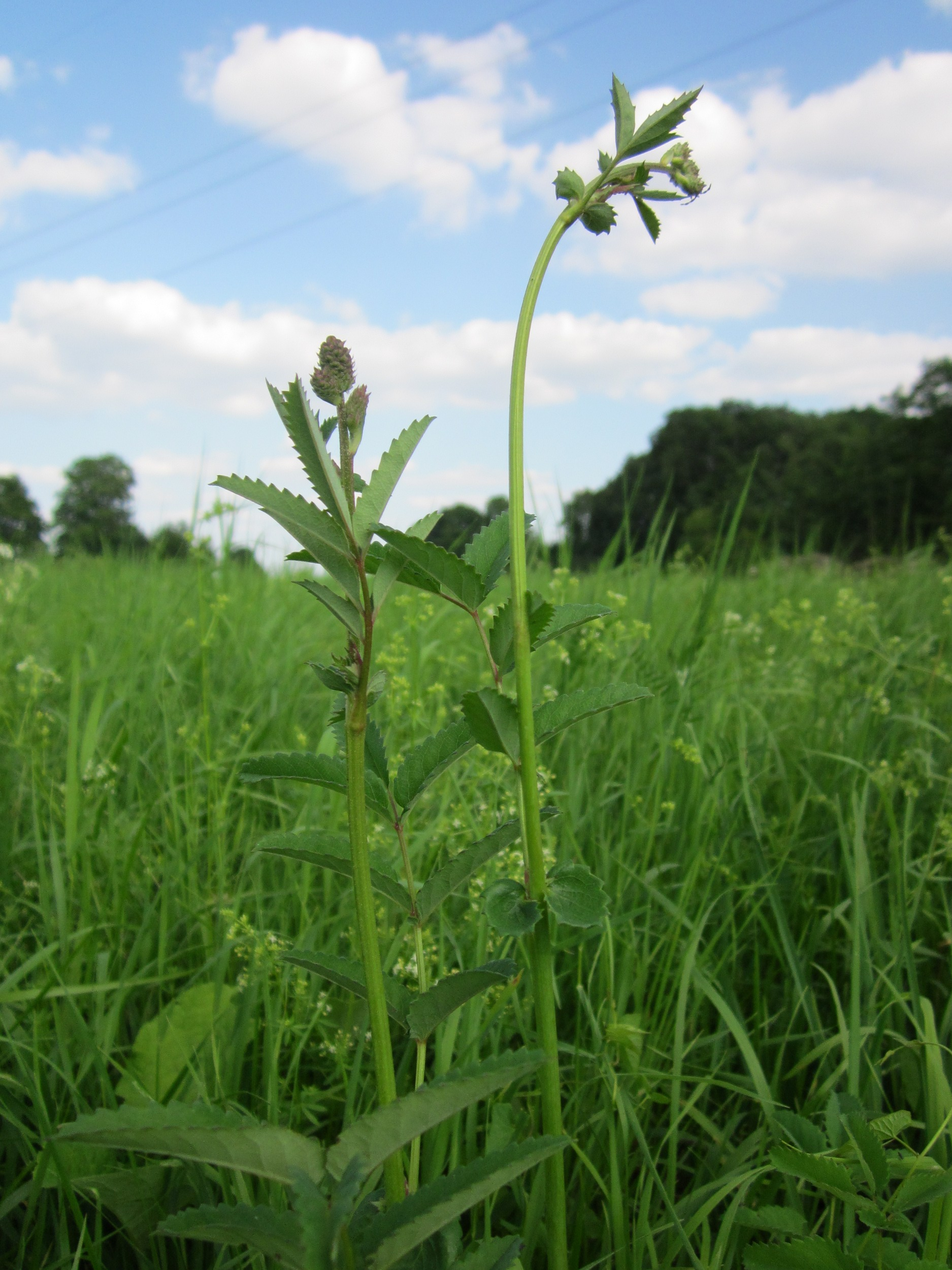